# راسيل ميلر
راسيل ميلر (بالإنجليزية: Russ Miller)‏ هو لاعب كرة قاعدة أمريكي، ولد في 25 مارس 1900، وتوفي في 30 أبريل 1962.

## وصلات خارجية
- راسيل ميلر على موقعبيزبول رفرنس.كوم (الدوري الرئيسي) (الإنجليزية)
- راسيل ميلر على موقعبيزبول رفرنس.كوم (الدوري الثانوي) (الإنجليزية)